# Xivry-Circourt
Xivry-Circourt és un municipi francès situat al departament de Meurthe i Mosel·la i a la regió del Gran Est. L'any 2007 tenia 268 habitants.

## Demografia

### Població
El 2007 la població de fet de Xivry-Circourt era de 268 persones. Hi havia 120 famílies, de les quals 40 eren unipersonals (8 homes vivint sols i 32 dones vivint soles), 36 parelles sense fills, 32 parelles amb fills i 12 famílies monoparentals amb fills.
La població ha evolucionat segons el següent gràfic:
Habitants censats

### Habitatges
El 2007 hi havia 130 habitatges, 121 eren l'habitatge principal de la família, 7 eren segones residències i 2 estaven desocupats. 119 eren cases i 11 eren apartaments. Dels 121 habitatges principals, 105 estaven ocupats pels seus propietaris, 13 estaven llogats i ocupats pels llogaters i 3 estaven cedits a títol gratuït; 1 tenia una cambra, 3 en tenien dues, 10 en tenien tres, 26 en tenien quatre i 81 en tenien cinc o més. 97 habitatges disposaven pel capbaix d'una plaça de pàrquing. A 60 habitatges hi havia un automòbil i a 48 n'hi havia dos o més.

### Piràmide de població
La piràmide de població per edats i sexe el 2009 era:
| Homes | Edats   | Dones |
| ----- | ------- | ----- |
| 0     | 95 o +  | 4     |
| 0     | 90 a 94 | 0     |
| 0     | 85 a 89 | 4     |
| 0     | 80 a 84 | 0     |
| 8     | 75 a 79 | 4     |
| 16    | 70 a 74 | 8     |
| 4     | 65 a 69 | 16    |
| 12    | 60 a 64 | 4     |
| 0     | 55 a 59 | 0     |
| 4     | 50 a 54 | 0     |
| 8     | 45 a 49 | 8     |
| 0     | 40 a 44 | 0     |
| 16    | 35 a 39 | 12    |
| 16    | 30 a 34 | 20    |
| 12    | 25 a 29 | 12    |
| 0     | 20 a 24 | 4     |
| 4     | 15 a 19 | 0     |
| 4     | 10 a 14 | 12    |
| 16    | 5 a 9   | 16    |
| 28    | 0 a 4   | 8     |

## Economia
El 2007 la població en edat de treballar era de 165 persones, 119 eren actives i 46 eren inactives. De les 119 persones actives 110 estaven ocupades (62 homes i 48 dones) i 9 estaven aturades (5 homes i 4 dones). De les 46 persones inactives 5 estaven jubilades, 16 estaven estudiant i 25 estaven classificades com a «altres inactius».

### Ingressos
El 2009 a Xivry-Circourt hi havia 119 unitats fiscals que integraven 273,5 persones, la mediana anual d'ingressos fiscals per persona era de 14.423 €.

### Activitats econòmiques
L'únic establiment que hi havia el 2007 era d'una empresa de comerç i reparació d'automòbils.
L'únic establiment comercial que hi havia el 2009 era una carnisseria.
L'any 2000 a Xivry-Circourt hi havia 7 explotacions agrícoles.

## Poblacions més properes
El següent diagrama mostra les poblacions més properes.